# Arturo Vega
Arturo Vega (13. října 1947 – 8. června 2013) byl mexicko-americký výtvarník. Narodil se v mexické Chihuahuě a v sedmdesátých letech se usadil v USA. Je autorem loga punkrockové kapely Ramones. To je odvozeno z pečeti prezidenta Spojených států. Zároveň je označován za pátého člena této skupiny. Navštívil všech přibližně 2200 koncertů této kapely kromě dvou. Zemřel roku 2013 ve věku 65 let.